# Time (álbum de Fleetwood Mac)
Time é o décimo sexto álbum de estúdio da banda anglo-americana de rock Fleetwood Mac, lançado em outubro de 1995.
O disco é o primeiro e único da banda desde 1974 a não trazer Stevie Nicks como integrante, e com o protagonismo de Christine McVie em grande parte das faixas. O ex-integrante Lindsey Buckingham participou como backing em "Nothing Without You". Com a participação de músicos como a cantora de coutry Bekka Bramlett nos vocais e colaborações menores de integrantes de longa data, Time é considerado um dos trabalhos de menor destaque na discografia da banda e figurou em baixas posições nas paradas de sucesso.
Não houve turnê para o álbum. Por outro lado, a banda se apresentou entre 1994 a 1995 sem a participação de Christine McVie.

## Faixas
1. "Talkin' To My Heart" (Burnette/Allen/VanHoy) - 4:54
2. "Hollywood (Some Other Kind Of Town)" (C McVie/Quintela) - 5:43
3. "Blow By Blow" (Mason/Cesario/Holden) - 4:24
4. "Winds Of Change" (Hain) - 4:26
5. "I Do" (C McVie/Quintela) - 4:25
6. "Nothing Without You" (Bramlett/Gilmore/Bramlett) - 3:06
7. "Dreamin' The Dream" (Bramlett/Burnette) - 3:43
8. "Sooner Or Later" (C McVie/Quintela) - 5:40
9. "I Wonder Why" (Mason/Previte/Fuller) - 4:28
10. "Nights In Estoril" (C McVie/Quintela) - 4:45
11. "I Got It In For You" (Burnette/Allen) - 4:08
12. "All Over Again" (C McVie/Quintela) - 3:32
13. "These Strange Times" (Fleetwood/Kennedy) - 7:04